# Clinocera disjuncta
Clinocera disjuncta är en tvåvingeart som beskrevs av Sinclair 2008. Clinocera disjuncta ingår i släktet Clinocera och familjen dansflugor. Inga underarter finns listade i Catalogue of Life.